# لوئیس برستین
لوئیس برستین (انگلیسی: Louis Burstein؛ ‏ ۱۸۷۸ – ۲۵ مارس ۱۹۲۳) تهیه‌کننده فیلم اهل ایالات متحده آمریکا و یکی از بنیان‌گذاران ویم کامدی کامپنی بود.

## گزیدۀ فیلم‌شناسی
- برده
- پیام‌رسان
- بیگانه
- خوشگل‌هایِ دچارِ دردسر
- همبازی‌ها
- صاف و صادق
- صبح زود
- تعمیرکار
- دانشمند
- خدمتکار آسایشگاه
- سرکش
- روز مرخصی او
- رهبر گروه نوازندگان
- سی روز
- پشت‌صحنه
- رقیب کوپیدو
- یک بام و دو هوا نمیشه
- خدمتکار سفارشی
- چاق و بی‌وفا
- برندگان جایزه
- مفت‌خور
- منحرف‌شده
- آس و پاس
- کندی کید
- اصل و نسب اشرافی
- مأمور لباس‌شخصی
- سرآشپز
- دیگر هرگز
- خاله بیل
- ماجراهای مدرسه
- دل‌های مشتاق
- آب‌درمانی
- سگ‌های دریایی
- یک زایمان خاص
- استخدام و اخراج
- تعطیلات آنها
- سگ‌های انسان‌نما
- دسیسه‌گران
- کشمکش چندجانبه
- جسارت و بنزین
- قهرمان
- قلب‌های شکسته
- یک رویداد چسبناک
- شکارچیان نیمه‌شب
- خشک‌شویی
- عشق، فلفل و شیرینی
- هارمونی سرکوب‌شده
- شهریاران سرعت
- قهرمانان
- دیوانگان خمیر
- میلیونر
- درهم‌ریخته و ترمیم‌شده
- فراز و نشیب‌ها
- خروجی اینجاست
- پسرهای مامان
- آشفتگی در قلب‌های عاشق
- مرغان
- امور مالی آشفته
- سواری لذت‌بخش هوایی
- شرور
- یک ضیافت مطبوع
- آپارتمان‌های همتا
- بسته گران‌بها
- سرناد
- اصلاح‌طلبان
- عشق و وظیفه
- یکی هم زیادی است
- فرزند مادر
- درِ باغِ سبز
- ماه عسل آنها
- سرگردان
- نجات‌غریق‌ها
- شوالیه‌های رؤیایی
- استخدام آزمایشی
- دختر دیگر
- عاشق‌پیشه‌ها
- همسران
- بچه طردشده
- خیال‌های واهی
- پلک زد و برنده شد
- بانگلس